# Daisy Lake, British Columbia
Daisy Lake är en sjö i Kanada.   Den ligger i provinsen British Columbia, i den sydvästra delen av landet, 3 500 km väster om huvudstaden Ottawa. Daisy Lake ligger 375 meter över havet. Arean är 3,7 kvadratkilometer. Den sträcker sig 6,0 kilometer i nord-sydlig riktning, och 2,1 kilometer i öst-västlig riktning.
I omgivningarna runt Daisy Lake växer i huvudsak barrskog. Trakten runt Daisy Lake är nära nog obefolkad, med mindre än två invånare per kvadratkilometer.